# Areopaguszi beszéd

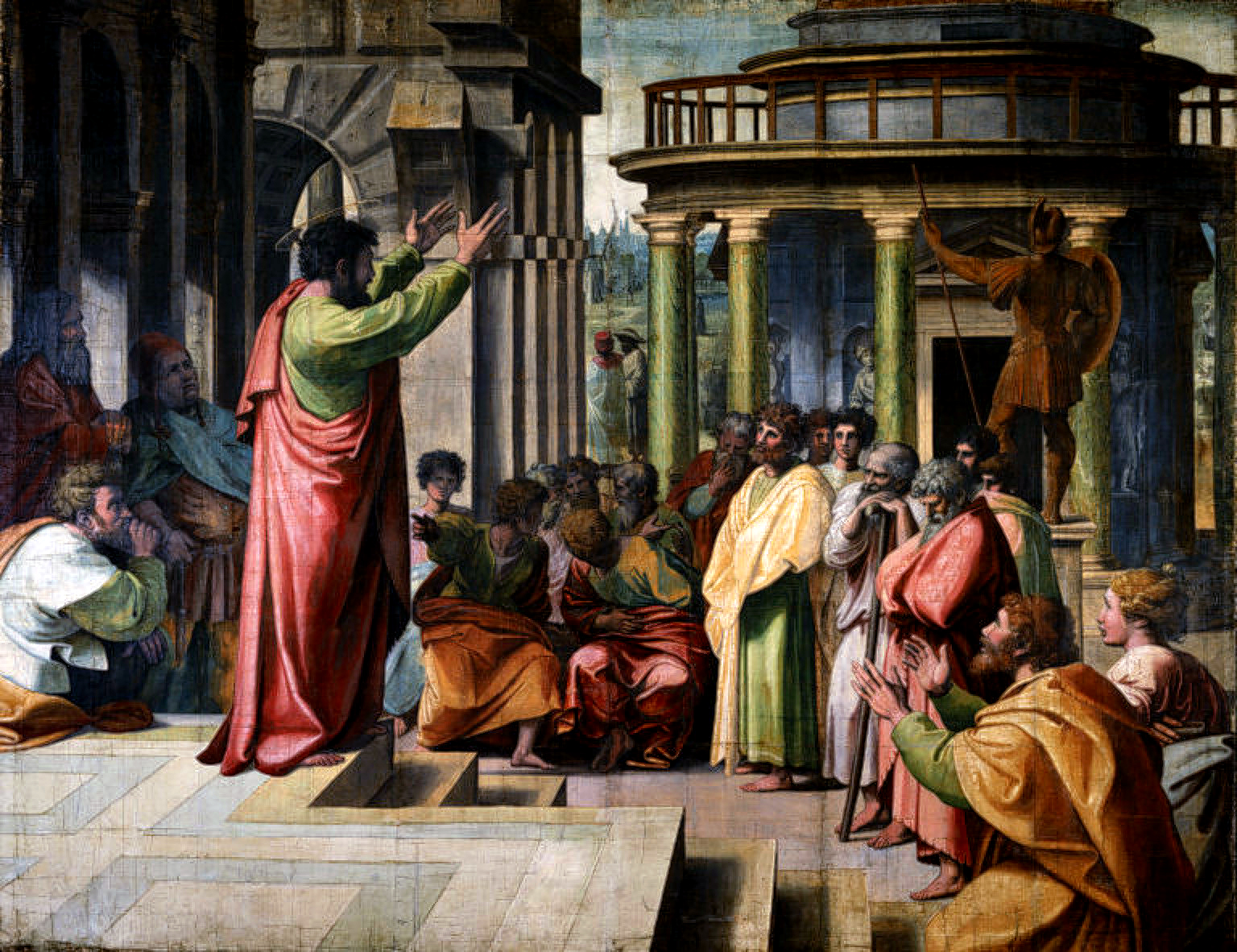
Szent Pál az Areopágusz beszédet adja elő Athénban, Raphael, 1515.

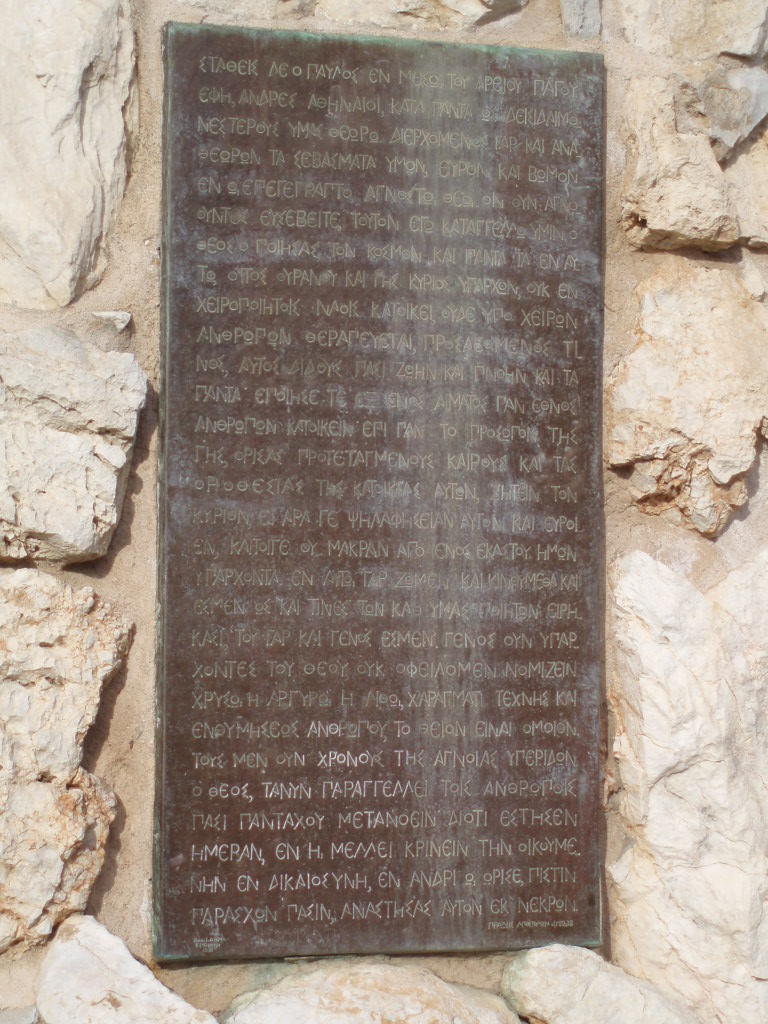
Pál apostol prédikációját tartalmazó vésett tábla az Areopáguszon, Athénban, Görögországban.

Az areopáguszi beszéd Pál apostol prédikációja, amelyet Athénban, az Areopáguszon tartott Kr.u. 51-ben, és amely a megtalálható a Biblia Apostolok Cselekedetei könyvének 17. versében.   Az areopáguszi beszéd Szent Pál misszionáriusi pályafutásának legdrámaibb és legrészletesebb beszéde, amelyet egy rövidebb lisztrai beszéd követett, és ami szintén az Apostolok Cselekedetei bibliai könyvben van feljegyezve. 
Szent Pál konfliktusba keveredett az észak-görögországi Thesszalonikében és Bereában folytatott prédikálása miatt, és Athénba biztonsági okokból vitték. Az Apostolok Cselekedetei szerint, miközben társai, Szilász és Timóteus érkezésére várt, Pál szomorúan látta, hogy Athén tele van bálványokkal. 
Pál apostol tehát számos alkalommal elment a zsinagógába és az Agorába, (görögül: ἐν τῇ ἀγορᾷ) a piac térre, hogy beszéljen Jézus Krisztus feltámadásáról.
Néhány görög elvitte az athéni legfelsőbb bírósághoz, az Areopagushoz, hogy kihallgassák. Az Areopagus szó szerint Ares szikláját jelentette és templomok, kulturális létesítmények valamint a felsőbíróság központja volt. Robert Paul Seesengood úgy sejti, hogy ebben az időben illegális lehetett egy idegen istenségről beszélni Athénban, és így Pál prédikációja valószínűleg nem csak előadás, de tárgyalás is volt.

## Fordítás
Ez a szócikk részben vagy egészben  az   Areopagus sermon című angol Wikipédia-szócikk fordításán alapul.  Az eredeti cikk szerkesztőit annak laptörténete sorolja fel. Ez a jelzés csupán a megfogalmazás eredetét és a szerzői jogokat jelzi, nem szolgál a cikkben szereplő információk forrásmegjelöléseként.